# 酒井陽一
酒井 陽一（さかい よういち、1976年8月23日 - ） は、日本のソングライター、編曲家、キーボーディスト、マニピュレーター、音楽プロデューサー。神奈川県出身。妻は声優の大島忍。

## 概要
アコースティック系の楽曲からトランスまで、あらゆるジャンルの楽曲を得意としている。
楽曲制作においては主に作曲、編曲を手掛けるが、一部の楽曲では作詞も担当する。
CMやドラマのBGM、ミュージカルへの提供などを行うこともある。
最近ではアニメ・ゲーム作品の主題歌やキャラクターソングを手掛ける事が多くなった。

## 主な楽曲提供・参加作品

### アーティスト
- Aice5
  - 『Get Back』（編曲：大川茂伸と共編曲）
  - 『Re.MEMBER』（コーラスアレンジ・シンセプログラミング）
- 麻生夏子
  - 『Music for science&magic』（作曲・編曲）
  - 『Teadrop of Rain』（編曲）
- 中孝介
  - 『路の途中』（作曲）
    - テレビドラマ『ジャッジ 〜島の裁判官奮闘記〜』・『ジャッジ2 〜島の裁判官奮闘記〜』主題歌

  - 『サンサーラ』（サウンドプロデュース・作曲：山口卓馬と共作曲・編曲）
    - 『ザ・ノンフィクション』オープニングテーマ

  - 『街』（シンセプログラミング）
  - 『HERO』（サウンドプロデュース・編曲）
- 今井麻美
  - 『遠雷』（作曲・編曲）
    - Xbox 360『Ever17』エンディングテーマ

  - 『COLOR SANCTUARY』（編曲）
    - 『アニソーンぷらす+』2010年11月期オープニングテーマ

  - 『ほんの少しの幸せ』（編曲）
    - Xbox 360『Memories Off ゆびきりの記憶』エンディングテーマ

  - 『Heavenly sky』（編曲）
  - 『満天星 〜金木犀の咲く頃〜』（編曲）
- SKE48 Team S
  - 『愛を君に、愛を僕に』（編曲：小室哲哉と共編曲）
  - 『旅立てジャック』（編曲：小室哲哉と共編曲）
  - 『嵐からの隠れ場所』（編曲：小室哲哉と共編曲）
  - 『Fly me to the universe』（編曲：小室哲哉と共編曲）
  - 『青春Growing』（作詞・編曲：小室哲哉と共編曲）
- オリヒメヨゾラ
  - 『妄想ブレイク』（編曲）
    - テレビアニメ『すもももももも 地上最強のヨメ』エンディングテーマ

  - 『みらくるキッス』（作詞・作曲・編曲）
    - PCゲーム『ぴあ雀』オープニングテーマ
- 柏木由紀
  - 『クラス会の後で』（編曲）
  - 『ジェラシーパンチ』（編曲）
- 小坂りゆ
  - 『ココロの跡』（作曲・編曲）
    - テレビアニメ『もっけ』主題歌

  - 『時間の雲[2]』（サウンドプロデュース・編曲）
    - Xbox 360『CROSS†CHANNEL 〜In memory of all people〜』エンディングテーマ

  - 『キミが聴こえる。』（サウンドプロデュース[3]・作曲・編曲）
    - PCゲーム『あまつみそらに!』エンディングテーマ

  - 『夏のキセキ』（作詞）
    - PCゲーム『恋と水着と太陽と 〜スミレ島ライフセーバーず〜ｚ』オープニングテーマ

  - 『ぼくらのまち[2]』（サウンドプロデュース・作曲・編曲）
    - PCゲーム『Hello,good-bye』挿入歌

  - 『TOMORROW IS ANOTHER DAY』（作曲・編曲）
  - 『Memory』（作曲・編曲）
  - 『大和撫子魂 〜Classic Instrumental Ver.〜』（編曲）
- 小坂りゆ with"U"
  - 『Can I fallin' love with "U"?』（編曲）
- 榊原ゆい
  - 『恋の炎』（作曲）
    - テレビアニメ『かのこん』エンディングテーマ

  - 『木漏れ日のソルディーノ』（作曲）
    - OVA『かのこん 〜真夏の大謝肉祭〜』オープニングテーマ

  - 『Silky Rain』（作曲）
    - 『アニソンぷらす+』2009年6月期オープニングテーマ

  - 『七色MERRY→GO→ROUND』（作詞）
  - 『You I -we will be together-』（編曲）
- さくら学院バトン部 Twinklestars
  - 『ラピカム』（作曲・編曲・コーラスアレンジ）
- ChouCho
  - 『piece of youth』（作曲・編曲）
- つばきファクトリー
  - 『だからなんなんだ!』（作曲・編曲）
- 寺島拓篤
  - 『good night,good bye』（編曲）
- Noria
  - 『たっとぅーん♪たいむ 〜みんなでいっそ〜』Noriaと3姉妹（作曲・編曲）
    - テレビアニメ『うちの3姉妹』オープニングテーマ（2010年1月-5月）

  - 『たっとぅーん♪たいむ』（作曲・編曲）
    - テレビアニメ『うちの3姉妹』オープニングテーマ（2009年4月-12月）・エンディングテーマ（2008年4月-9月）

  - 『のりのり♪のりスタ!』（作曲・編曲）
    - 『のりのり♪のりスタ』番組テーマソング

  - 『ラディエンス』（作曲・編曲）
- 橋本みゆき
  - 『ハガクレ☆クレイジーラブ』（作曲・編曲）
    - ドラマCD『せんごくっ!? 〜悠久乱世恋華譚〜』イメージソング
- 春奈有美
  - 『星に願いを』（編曲）
    - PCゲーム『秋のうららの 〜あかね色商店街〜』オープニングテーマ
- BeForU
  - 『⑥Rainbow』（編曲）
  - 『ムーンバイク』（作曲・編曲）
- fripSide
  - 『passion fruits』（作曲・編曲）
    - PCゲーム「アリスまぺっと～見習い魔法使いとゴスロリ人形三姉妹～」エンディングテーマ
- 古谷徹
  - 『Everlasting my love』（作曲・編曲：大川茂伸と共編曲）
  - 『Who is No.1?』（作曲・編曲）
- フレンチ・キス
  - 『If』（編曲）
    - OVA「今日、恋をはじめます」オープニングテーマ

  - 『前を向いてる君』（編曲）
  - 『君なら大丈夫』（編曲）
    - 「セブンネットショッピング」CMタイアップソング

  - 『Last train』（編曲）
  - 『真夜中の歯磨き』（編曲）
  - 『瓶の蓋』（編曲）
- 堀江由衣
  - 『世界中の愛を言葉にして』（編曲：大川茂伸と共編曲）
  - 『Will』（編曲：大川茂伸と共編曲）
- 松下奈緒
  - 『Sleepwalker』（作曲）
- 真優
  - 『Melody』（作曲・編曲）
    - PCゲーム「赤いCanvasシリーズ なでしこ〜朱色のらせん〜」主題歌
- 美郷あき
  - 『心に咲く花』（作曲）
    - PCゲーム『エターナルファンタジー』挿入歌
- 宮崎羽衣
  - 『希望の空』（作曲）
    - オンラインゲーム『キノスワールド〜騎士集結〜』オープニングテーマ
- ChocoLe
  - 『ミルクとチョコレート』（作曲・編曲）
    - テレビアニメ『SKET DANCE』エンディングテーマ（2011年10月-2012年1月）

### テレビアニメ
- 犬になったら好きな人に拾われた。
  - 主題歌『逆境☆不惑☆フラクション』橋本みゆき,榊原ゆい,Rita with AiRI,Ayumi.,片霧烈火,川村ゆみ,佐咲紗花,Duca,中恵光城,のみこ,美郷あき,yozuca*,rino,riya（eufonius）（作曲・編曲）
- お兄ちゃんだけど愛さえあれば関係ないよねっ
  - キャラクターソング『LO♡ブ-ラ♡VE コンプレックス』姫小路秋子（C.V.木戸衣吹）（作曲・編曲）
- かのこん
  - キャラクターソング『一期一会。』朝比奈あかね（C.V.斎藤千和）（作曲）
- 神クズ☆アイドル
  - エンディングテーマ『Respect』仁淀ユウヤ（C.V.今井文也）、瀬戸内ヒカル（C.V.寺島拓篤）（作曲・編曲）
- この青空に約束をー 〜ようこそつぐみ寮へ〜
  - キャラクターソング『you...』藤村静（C.V.ひと美）（編曲）
  - キャラクターソング『眠りの森の課外授業』桐島沙衣理（C.V.MARIO）（作曲・編曲）
- 咲-Saki-
  - キャラクターソング『タコスぢから=ユメぢから』片岡優希（C.V.釘宮理恵）（作曲・編曲）
- GA 芸術科アートデザインクラス
  - エンディングテーマ
    - 『Coloring palettes トモカネいろ』友兼（C.V.沢城みゆき）（作曲・編曲）
    - 『Coloring palettes キサラギいろ』山口如月（C.V.戸松遥）（作曲・編曲）
    - 『Coloring palettes ノダミキいろ』野田ミキ（C.V.徳永愛）（作曲）
    - 『Coloring palettes キョージュいろ』大道雅（C.V.名塚佳織）（作曲）
    - 『Coloring palettes ナミコいろ』野崎奈三子（C.V.堀江由衣）（作曲・編曲）

  - キャラクターソング『色彩戦隊イロドルンジャー』イロドルンジャー（作曲・編曲）
- SKET DANCE
  - エンディングテーマ『世界は屋上で見渡せた』SKET×Sketch（The Sketchbook、吉野裕行、白石涼子、杉田智和）（編曲）
- 瀬戸の花嫁
  - キャラクターソング『Love Hearts』cookie（作曲・編曲）
- ゾイドジェネシス
  - キャラクターソング『realize』レ・ミィ×コトナ（C.V.こやまあきこ・伊藤静）（作詞：山下慎一狼と共作詞・作曲）
- ネギま！？
  - キャラクターソング『ココロザシ成長中☆』神楽坂明日菜（C.V.神田朱未）（作曲）
  - キャラクターソング『Never give up!』近衛木乃香（C.V.野中藍）・桜咲刹那（C.V.小林ゆう）（作詞・作曲）
- らいむいろ戦奇譚
  - キャラクターソング『心の記憶』真田木綿（C.V.清水愛）（編曲）

### OVA
- 今日の5の2 3学期・今日の5の2 春休み
  - エンディングテーマ『桜色風』門脇舞以（作曲・編曲）
- こどものじかん 2学期 3科目
  - エンディングテーマ『よりどりプリンセス』九重りん（C.V.喜多村英梨）、鏡黒（C.V.真堂圭）、宇佐美々（C.V.門脇舞以）（作曲・編曲）
    - インターネットラジオ『こじからじお2学期』テーマソング
- 絶対衝激 〜PLATONIC HEART〜
  - キャラクターソング『プラスティックバード』伊勢島綾（C.V.名塚佳織）・本間棗（C.V.明坂聡美）（編曲：関野元規と共編曲）
- 瀬戸の花嫁 OVA 仁
  - キャラクターソング『絶対乙女 ver.LUNAR』江戸前留奈（C.V.野川さくら）（編曲）

### Webアニメ
- ケータイ少女
  - キャラクターソング『花風-The flower which is embraced for wind-』山田綾乃（C.V.佐藤利奈）（編曲：大川茂伸と共編曲）
- トミカヒーローズ　ジョブレイバー　特装合体ロボ
  - 主題歌『特装合体！ジョブレイバー』(悠介　from いれいす) (作詞・作曲・編曲)

### ゲーム
- IZUMO2 猛き剣の閃記
  - キャラクターソング『rendering』（C.V.荻原秀樹）（作詞・編曲）
  - キャラクターソング『泡色の鏡』（C.V.壱智村小真）（編曲）
- いつか、届く、あの空に。
  - キャラクターソング『ほんとはね、』未寅愛々々（C.V.中瀬ひな）（作詞・作曲・編曲）
- We Are*
  - キャラクターソング『ラブラブパレード』神明菊菜（C.V.水橋かおり）（作詞：山下慎一狼と共作詞・作曲・編曲）
- CHAOS;HEAD NOAH
  - キャラクターソング『WHITE LILY』楠 優愛（C.V.たかはし智秋）（作曲・編曲）
- Que 〜エンシェントリーフの妖精〜
  - キャラクターソング『〜願い〜』リト（C.V.中原麻衣）（編曲）
  - キャラクターソング『小さな花夢』HAL（C.V.名塚佳織）（編曲）
- STEINS;GATE
  - キャラクターソング『儚い記憶のかけら』漆原るか（C.V.小林ゆう）（編曲）
- 世界でいちばんNGな恋
  - キャラクターソング『咲きほこる恋の花』陽坂美都子（C.V.夏野こおり）（編曲）
- つよきす〜Mighty Heart〜
  - キャラクターソング『友達以上恋愛上手』蟹沢きぬ（C.V.金田まひる）（作詞：山下慎一狼と共作詞・作曲）
- ときめきメモリアルONLINE
  - キャラクターソング『大丈夫』桜井晴（C.V.中尾良平）（作曲）
- はぴねす！でらっくす
  - キャラクターソング『ココロノキャンバス』高峰小雪（C.V.日向裕羅）（作詞・作曲・編曲）
  - キャラクターソング『bloom』式守伊吹（C.V.壱智村小真）（作詞：山下慎一狼と共作詞・作曲・編曲）
  - キャラクターソング『新しい足跡』上条沙耶（C.V.伊藤静）（編曲）
  - キャラクターソング『おはよう（声優さんver.）』榊原ゆい・成瀬未亜・日向裕羅・後藤麻衣・壱智村小真・伊藤静（編曲）

### 特撮
- ウルトラマントリガー NEW GENERATION TIGA
  - キャラクターソング『メトロン・サンセット』メトロン星人マルゥル（CV.M・A・O）（作曲・編曲）
- 仮面ライダー電王
  - エンディングデーマ『Double-Action Rod form』野上良太郎＆ウラタロス（C.V.佐藤健・遊佐浩二）（編曲）
  - キャラクターソング『Climax Jump Rod form』ウラタロス（C.V.遊佐浩二）（編曲）
- 仮面ライダーキバ
  - キャラクターソング『キバって！デート』キバットバットIII世（C.V.杉田智和）（作曲・編曲）
  - キャラクターソング『キバって！げつようび』キバットバットIII世（C.V.杉田智和）（作曲・編曲）
  - キャラクターソング『キバって！にちようび』キバットバットIII世（C.V.杉田智和）（作曲・編曲）
  - キャラクターソング『キバって！おふろ』キバットバットIII世（C.V.杉田智和）（作曲・編曲）
- 仮面ライダーオーズ/OOO
  - キャラクターソング『Got to keep it real（TRANCE arrange ver）』火野映司（C.V.渡部秀）（作曲・編曲）

### その他
- パチンコ・パチスロ『ガールズ&パンツァー 劇場版』
  - キャラクターソング『piece of youth　西住流』西住みほ（C.V.渕上舞）、西住まほ（C.V.田中理恵）（作曲）

### 劇伴音楽（アニメ）
- HAPPY★LESSON（2002年）
- HAPPY★LESSON ADVANCE（2003年）
- サルゲッチュ 〜オンエアー〜（2006年）
- サルゲッチュ 〜オンエアー〜2nd（2006年 - 2007年）
- きらりん☆レボリューション STAGE3（2008年 - 2009年）
- GO!GO!ムッシーヒーロー!!（2010年 、SYN Project名義〈鳴瀬シュウヘイと共同制作〉）[4]
- サークレット・プリンセス（2019年）
- 可愛ければ変態でも好きになってくれますか?（2019年）
- レヱル・ロマネスク（2020年）
- 天空侵犯（2021年、tatsuoと共同制作）